# اونیل پلیس (کالیفرنیا)
اونیل پلیس (به انگلیسی: O'Neil Place) یک منطقهٔ مسکونی در ایالات متحده آمریکا است که در شهرستان مندوسینو، کالیفرنیا واقع شده‌است. اونیل پلیس ۱٬۵۶۲ متر بالاتر از سطح دریا واقع شده‌است.